# Корпоративный блог
Корпоративный блог — блог, издаваемый организацией и используемый как для связей с общественностью, так и для внутренней организации её работы. Либо полностью подконтрольный организации, координируемый и наполняемый ею контентом, но формально с ней не связанный.

## Внутрикорпоративный блог
Внутренний корпоративный блог — важное средство коммуникации, особенно в крупных компаниях. Некоторые преимущества:
- Блог поможет улучшить взаимодействие сотрудников, предоставляет возможности для обучения. Он хорошо подходит для запуска новых проектов, для работы в неоднородных, больших коллективах.
- Блог помогает выявить различные взгляды на какой-либо вопрос. Открытость для публикации постов и комментариев — хорошая возможность высказаться всем членам коллектива.
- Путём дискуссий на заданную тему блог помогает найти компромисс при наличии разных точек зрения.
- Для руководителей блог — возможность наладить взаимодействие с сотрудниками.
- Блог — это своеобразная «история фирмы», архив идей и обсуждений.

Чаще всего каждый сотрудник может оставить комментарий к любому посту. Круг авторов блога определяется политикой компании, часто написать пост может любой сотрудник.
Блог имеет определённые преимущества перед такими внутрикорпоративными коммуникациями, как, например, переписка по email. Причины:
- когда писем становится слишком много, это затрудняет общение;
- не все сотрудники умеют правильно архивировать письма, в результате чего они не смогут впоследствии найти требуемую информацию.

Внутренний блог — альтернатива или дополнение к корпоративным собраниям, совещаниям. Сотрудники крупных компаний часто не имеют возможность проводить совещания (например, из-за дальности расстояний между филиалами или занятости).

## Публичный блог
Внешние корпоративные блоги, по самой своей природе, являются предвзятыми, хотя они могут также предложить более честный и прямой вид, чем традиционные каналы связи.
Одна из основных целей компаний — налаживание коммуникаций с клиентами (как настоящими, так и потенциальными). Благодаря оперативности публикации постов и возможности комментирования публичный корпоративный блог очень важен для достижения этой цели.
Блоги являются ценным дополнением к корпоративному сайту, так как в них может быть представлена альтернативная точка зрения на тот или иной вопрос, те или иные продукты компании могут быть описаны более простым и доступным языком.